# Drottning Margrethes gobelänger
Drottning Margrethes gobelänger eller 17 gobelänger til Danmarks Drottning är 17 vävda gobelänger, som finns upphängda på Riddarsalen i Christiansborgs slott i Köpenhamn. 
Gobelängerna är ritade av Bjørn Nørgaard med motiv från Danmarks historia och vävda på det franska gobelinväveriet Manufactures nationales des Gobelins et de Beauvais i Paris. Gobelängerna var en gåva från ett antal danska företag, privata fonder och näringslivsorganiksationer till Drottning Margrethe med anledning av hennes 50-årsdag 1990. 

## Bakgrund
Vid uppförandet av det tredje och nuvarande slottet Christiansborg, som invigdes 1926, saknades medel för att genomföra en planerad utsmyckning av den största salen, Riddarsalen. Provisoriskt hängde det därför upp gobelänger som tidigare hängt på Riddarsalen i Rosenborgs slott.
År 1988 väcktes idén att genomföra en ny konstnärlig utsmyckning av Riddarsalen på Christiansborg, som samtidigt skulle möjliggöra att Rosenborg skulle få tillbaka sina ursprungliga gobelänger. 

## Vävningen av gobelängerna

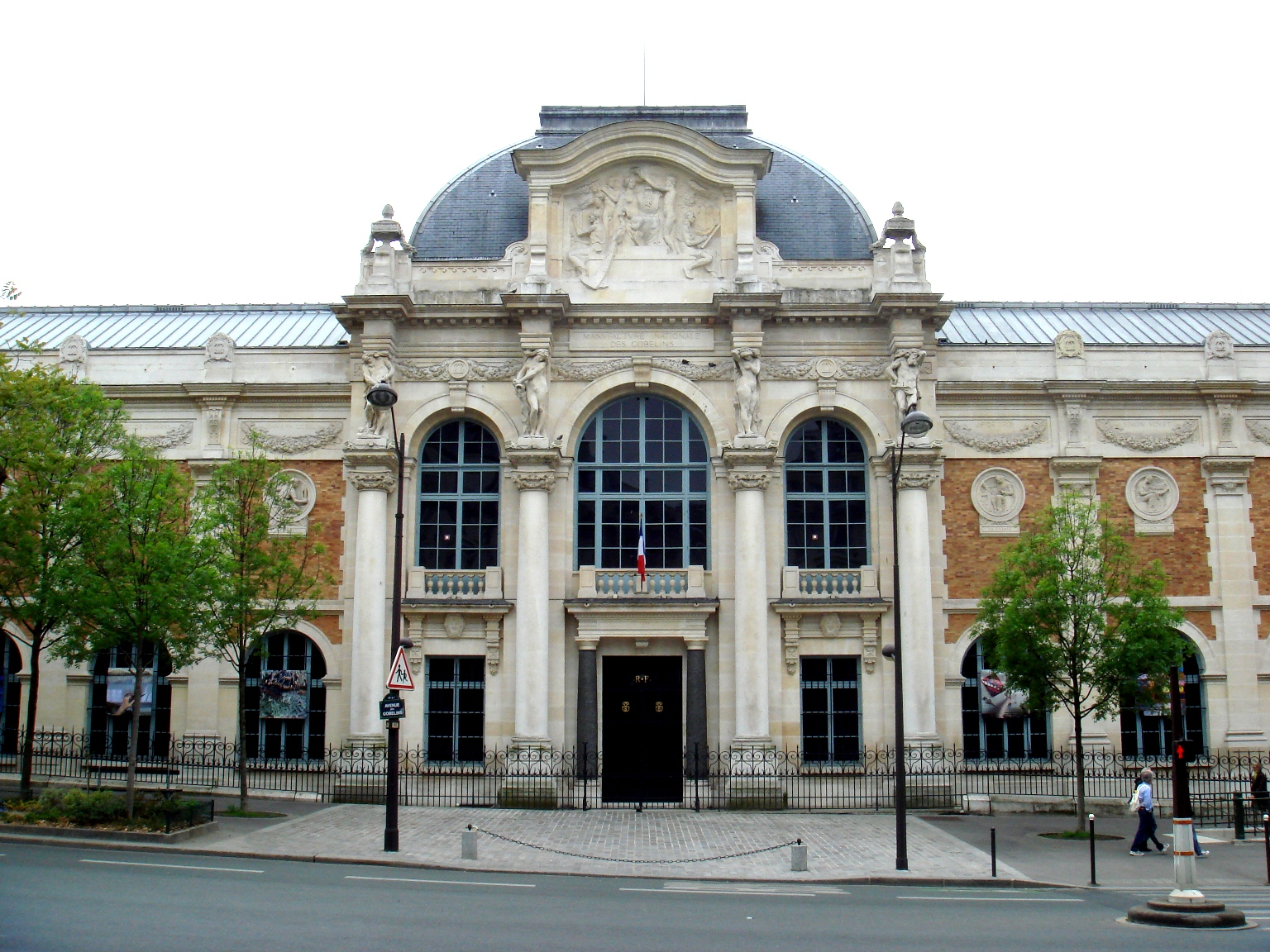
Manufacture des Gobelins

Gobelängerna vävdes av det franska gobelängväveriet Manufactures nationales des Gobelines et de Beauvais 1989-99 på basis av Bjørn Nørgaards omfattande skisser och kartonger i naturlig storlek. Arbetet med den första gobelängen, Reformationen började i oktober 1989. Vävningen fördelades mellan verkstaden les Gobelins, som väver på högkant (nio gobelänger) och verkstaden Beauvais, som väver på vågrätt liggande väv (åtta gobelänger). De olika gobelängerna vävdes efterhand som Bjørn Nørgaard färdigställde de olika skisserna. Ungefär sextio vävare arbetade med detta.
De upphängda gobelängerna invigdes på drottningens 60-årsdag 2000.

## Motiv
De 17 gobelängerna är anpassade till väggarnas storlek i Riddarsalen på Christiansborg och de skildrar Danmarks historia med utblickar mot världshistorien under en tusenårsperiod från vikingatiden till nutid. Gobelängerna täcker totalt 300 kvadratmeter. Vävningsarbetet bedöms motsvara ungefär 300 arbetsår. 